# TOYOTA BIG AIR
TOYOTA BIG AIR（トヨタ・ビッグ・エア）は、1997年から2014年まで北海道札幌市で開催されていたスノーボードの国際競技会で、ストレートジャンプ（ビッグエア）の技術を競う賞金大会である。基本として毎年2月11日前後に開催されたが、冬季オリンピックの開催年には、開催時期を1月末か2月下旬に変更された。2014年9月30日に公式ツイッターで第18回(2014年）をもって大会を終了することがアナウンスされた。

## 概要
国際スノーボード連盟（ISF、現在は解散）公認のストレートジャンプコンテストとして、1997年に真駒内屋外競技場（真駒内オープンスタジアム）で第1回大会を開催。2011年の第15回大会まで、同スタジアム（2007年4月以降の名称は「真駒内セキスイハイムスタジアム」）を使用していた。同スタジアムが札幌オリンピック（1972年）の開会式に使われていたことから、第1回大会では、同オリンピック以来25年振りに聖火を聖火台で点灯。その一方で、開催年によっては、大会期間中に強風や降雪に見舞われることがあった。
2012年の第16回大会からは、「フルモデルチェンジ」をコンセプトに、風や天候の影響を受けない札幌ドームで実施。同ドームでの開催期間中は、アリーナ上に高さ36mのストレートジャンプ台を仮設したうえで、5tトラック400台分に相当する量の雪をジャンプ台やランディングゾーン（着地点）に敷き詰めている。
大会は、予選および本戦の2日間にわたって開催。大会期間中には、札幌市内で、参加選手を交えてのライブイベントやフェアウェルパーティーも開かれる。また、第16回大会では、初音ミクとのコラボレーション企画「TOYOTA BIG AIR×初音ミク」を展開。第18回大会（2014年）では、北海道初上陸のふなっしー（千葉県船橋市の非公認キャラクター）、大会のダイジェスト番組（後述）を制作する北海道テレビのキャラクター・onちゃん、北海道内各地の30体以上のゆるキャラによる「ご当地キャラクタービーチフラッグ選手権」を競技の合間に札幌ドームで開催した。

## 大会の方式
- 競技の採点は5人のフリースタイルジャッジ（審査委員）によって行い、1本の跳躍（エア）ごとに審査員1名100点満点で採点する。その内の最高点と最低点を除いた3人の審査員の得点合計（5審3採制）がその選手の持ち点となる。
- 採点はそれぞれの跳躍に於ける「飛距離」「空中姿勢」「着地姿勢」を中心としたオーバオールインプレッション方式で審査が行われる。

## 大会の流れ

### 予選
- 大会前日に日本人選手を対象とした予選会を行う。参加選手は2本跳躍（厳守。1本でも棄権した場合は失格）し、獲得ポイントの高い方を持ち点として上位4人が翌日の本戦会に出場する。
- なお上位4人がケガなどで出場できない場合は5位以下の選手が繰り上がり出場する。また、本戦に出場する招待選手がやはりケガなどで出場できない場合も繰り上がり出場となるケースがある。
- なお、順位同点により、出場選手が確定できない場合は、得点合計の順番に沿って高い選手が上位に扱われ、それでも同点の場合1本のプレーオフ試技を行って最終的な順位を決める。
- 1本目の試技順は予選の前日に行う抽選により決定。2本目は1本目の成績の下位の選手から順番に行う。但し1本目同点の場合は1本目の試技順に沿って行う。
- 2009年からは、札幌市の中心街にある大通公園内に札幌ドームと同様のストレートジャンプ台を設置したうえで、2月上旬の「さっぽろ雪まつり」期間中に「PARK AIR」（白い恋人の協賛による1次予選会）を実施。この予選会を通過した選手と主催者推薦枠で参加する選手の間で、本戦への出場権を争う形になった。

### 本戦
- 全ラウンドとも2本ずつ試技を行う。（1本でも棄権した場合は失格となり、それぞれのヒート、またはラウンドの最下位扱いとなる）
- 順位の評価に「ベストポイント方式」を採用。2本の跳躍のうち、獲得ポイントの高い方を「持ち点」として順位を決める。

#### 予選（クォリフィケーション）ラウンド
- 試技順は主催者が定める方法による。
- 前年度の大会のスーパーファイナル（優勝決定戦）出場者は試技順の指定が可能となる。それ以外についてはライダーズ・ミーティング（組み合わせ抽選会）によって決定する。
- 招待選手12人と日本人予選勝ち上がり4人の16人が出場し、ポイント獲得順上位8位までが決勝トーナメントにコマを進める。9位以下は予選のポイント順で順位を決める。但し、ケガなどにより棄権した場合は順位を定めず失格となる。
- なお、同点の場合は採用された得点合計の順番に沿って高い得点を挙げた選手が上位と扱われ、それでも決着が付かない場合はプレーオフ試技1本を行う。

#### 決勝トーナメント
- 準々決勝は予選の1位と8位（A）、4位と5位（B）、3位と6位（C）、2位と7位（D）の順番でそれぞれ対戦（ヒートという）し、1本目はそれぞれの対戦の順位の下位の選手（1位と8位の場合は8位の選手）が先攻する。2本目は1本目の持ち点の高い選手（同点の場合は1本目と同じ順番　以下同じ）が先攻する。
- 準決勝は（A）の勝者と（B）の勝者（E）、（C）の勝者と（D）の勝者（F）がそれぞれ対戦し、1本目はそれぞれ（A）と（C）の勝者、2本目は1本目の高いポイントを挙げた選手が先攻。
- 決勝戦（スーパーファイナル）は準決勝の勝者によって行い、1本目は（E）の勝者が、2本目は1本目の高いポイントを挙げた選手が先攻。
- 2本の跳躍で最高得点を挙げた選手が次のステップに進む。但し、1本でも試技を棄権し、失格となった場合は対戦相手は不戦勝扱いで次のステップに進む。また2選手とも失格となった場合は次のステップに対戦する選手は不戦勝扱いとなる。なお、準々決勝の敗者は全員5位扱い、準決勝敗者は全員3位扱いとなるが、失格が発生した場合は敗者の順位の下にランクされる。

### 賞金
以下は2006年・第10回大会のもの。但し予選の段階で棄権（失格）となった場合は賞金支給されない。
- 賞金総額10万ドル
- 優勝2万5000ドル
- 準優勝1万3000ドル
- 3位、4位9000ドル
- 5位-8位5000ドル
- 9位-16位3000ドル

## 歴代の優勝者
第18回大会公式サイト内の「過去大会記録」 などを基に記載
- 第1回（1997年）：ファビアン・ローラー（スイス）
- 第2回（1998年）：ミッヒ・アルビン（スイス）
- 第3回（1999年）：ミッヒ・アルビン（スイス）
- 第4回（2000年）：ヨナス・エメリー（スイス）-　プロデビュー1年目で優勝。
- 第5回（2001年）：ギオーム・モリセット（カナダ）- 初出場で初優勝。
- 第6回（2002年）：ショーン・ホワイト（アメリカ） - 当時15歳。
- 第7回（2003年）：ロジャー・ヘルムスタンドセン（ノルウェー）
- 第8回（2004年）：マーク・アンドレ・タルト（カナダ）- スーパーファイナルの2本目で、大会史上初めて3回転半の大技を披露。
- 第9回（2005年）：イェロ・エッタラ（フィンランド）- 第8回大会で準優勝。初めてノックダウン形式を採用したスーパーファイナルの2本目で、「ダブルバックフリップ」の成功によって、当時の大会史上最高得点（277ポイント）を記録。
- 第10回（2006年）：ニコラス・ミューラー（スイス）
- 第11回（2007年）：ケビン・ピアース（アメリカ）- 初めて「さっぽろ雪まつり」の期間中に開催。初出場ながら、スーパーファイナルの2本目で当時の大会史上最高得点（290ポイント）を記録して初優勝。
- 第12回（2008年）：アンティ・アウティ（アメリカ）
- 第13回（2009年）：イエロ・エッタラ（フィンランド）- 本戦の開始前に強風が吹き荒れた影響で、当初の予定より2時間遅れで本戦を開始。競技時間を短縮するため、決勝ではトーナメントではなく、急遽ベストポイント方式にルールを変更した。
- 第14回（2010年）：ピートゥ・ピロイネン（フィンランド）- 直前に開催された2010年バンクーバーオリンピックでは、男子スノーボード・ハーフパイプ種目で銀メダルを獲得。
- 第15回（2011年）：チャズ・グルデモンド（アメリカ）- 最後の屋外開催。
- 第16回（2012年）：スコッティ・ラゴ（アメリカ）-　札幌ドームで初めて開催。大会の11ヶ月前に発生した東日本大震災の被災地・福島県福島市出身の松浦広樹が、クォリフィケーションラウンド8位と健闘した。
- 第17回（2013年）：アントワンヌ・トゥルション（アメリカ）
- 第18回（2014年）：マクセンス・パロット（カナダ）- 直前に開催された2014年ソチオリンピック・男子スノーボード種目のスロープスタイルで5位に入賞。パロット以外にも、角野友基（スロープスタイル8位入賞）や平岡卓（ハーフパイプ銅メダリスト）など、同オリンピックへ出場したばかりの8選手が出場した。

### 備考
- 優勝者には、「KING OF AIR（キング・オブ・エア）」という称号に加えて、協賛社のトヨタ自動車から同社製の自動車が贈られる。
- 日本勢では、第2回大会で吉村成史、第12回大会で山本真丈がスーパーファイナルで3位に到達。第17回大会では、日本勢歴代最高記録となるスーパーファイナル2位で、山根俊樹が準優勝を果たした。第18回大会では、専門外である平岡がクォリフィケーションラウンド13位、角野が準決勝6位で決勝進出を逃した。

## 放送
- 地上波テレビでは、大会主催の北海道テレビ放送（HTB）が、大会と同名のダイジェスト番組を毎年制作。テレビ朝日系列24局ネット・TOYOTAの筆頭提供番組として、大会後に日曜日の深夜枠で放送される。
  - 北海道やウィンタースポーツに縁のある著名人を、年替わりでナビゲーターやスペシャルゲストに招くことが特徴。第18回大会のダイジェスト番組（2014年3月2日放送）では、土屋アンナをスペシャルゲストに迎えた。近年の放送ではお笑い芸人がナビゲーターを務めていたが、2014年のダイジェスト番組では趣向を一新。毎年合宿に臨むほど、スノーボードに対する造詣の深いGACKTが、ナビゲーターと平岡・角野へのインタビュアーを務めた。
  - 過去の主な出演者
    - TEAM NACS（1998年） - 大泉洋がレポーターを担当し、他のメンバー（森崎博之・安田顕・戸次重幸・音尾琢真）はコントに出演[2]。また、『水曜どうでしょう』の藤村忠寿・嬉野雅道ディレクターが演出を担当。
    - ライセンス・吉澤ひとみ（2010年）
    - トータルテンボス・永井大（2011年）
    - タカアンドトシ・大島麻衣（2012年）
    - 平成ノブシコブシ・鈴木奈々（2013年）

  - 競技の実況については、HTBのアナウンサーが代々担当している（2014年時点では谷口直樹）。
  - 第14回大会（2010年）のダイジェスト番組では、冬季オリンピックに出場した日本人選手では史上最年少のメダリストである平野歩夢（ソチオリンピック男子スノーボード・ハーフパイプ種目銀メダリスト）が10歳（当時）で同種目の練習に取り組む模様を、ライセンスによる横根スキー場（山形県）での取材映像を通じて紹介した。もっとも、2014年の時点で、平野には当大会への出場経験がない。
- CSではスカイ・A sports+で放送。
- またHTBの『NO MATTER BOARD』でも、大会の舞台裏や同番組枠の招待選手の様子を中心としたダイジェストを放送する。
- 地元FM局のFM NORTH WAVEでは、大会のレポートを会場から中継している。
- 2013年には、Ustreamによる生配信を実施。アメーバピグでも、Ustreamの配信動画を無料で配信した。
- 2014年には、テレ朝チャンネル2→BS朝日のリレー形式で本戦を生中継。Ustream・ニコニコ生放送・YouTubeLiveでは、予選・本戦とも生配信を実施した。

## TBAガールズ
札幌ドームに移った2012年度大会より、同イベントのPR活動を行うイメージガールが新たに設けられた。初代は8人が選ばれ「TBA Girls 8」という名称だったが、2代目以降は4人が選ばれている。

### 歴代メンバー
2012年（第16回大会）
- 高間綾、遠田美智、石黒亜美、内海麻里、木島里沙、伊藤愛紗美、柴田平美、アイシス

2013年（第17回大会）
- 川崎優香、土佐琴美、川原沙織、伊原奈緒子

2014年（第18回大会）
- 長谷川めぐみ、佐藤悦子、広瀬つかさ、能戸利香

## TOYOTA BIG AIR 10th Anniversary CD
TBA第10回大会を記念して2005年12月21日にユニバーサルミュージックからコンピレーション・アルバムが発売された（品番：UPCI-1040）。同イベントにパフォーマーとして参加したバンド・音楽アーティストの楽曲や、同イベントにマッチングしているアーティストの楽曲を収録している他、DVDでは第1回から第9回（2005年）までのダイジェスト映像が収められている。

### 収録曲
1. FREEDOM（10-FEET）
2. CLEAR（POTSHOT）
3. KISS MY FINGER（SNAIL RAMP）
4. Moment I Count（BOOM BOOM SATELLITES）
5. CAN'T ESCAPE THE CHOCOLATE SYRUP（SHAKALABBITS）
第8回（2004年）イメージソング。
6. 包丁・ハサミ・カッター・ナイフ・ドス・キリ（マキシマムザホルモン）
7. STAY GOLD（FLOW）
第9回（2005年）イメージソング。
8. ちょ（B-DASH）
第7回（2003年）イメージソング。
9. Merry Me（ELLEGARDEN）
10. five O'clock at night（KEMURI）
第6回（2002年）イメージソング。